# 젤다의 전설 브레스 오브 더 와일드
《젤다의 전설 브레스 오브 더 와일드》(일본어: ゼルダの伝説 ブレス オブ ザ ワイルド, 영어: The Legend of Zelda: Breath of the Wild)는 닌텐도가 개발 및 배급한 오픈 월드 액션 어드벤처 비디오 게임이다. 또한 젤다의 전설 브레스 오브 더 와일드는 닌텐도 Wii U와 닌텐도 스위치용으로 출시되었다.
《젤다의 전설 브레스 오브 더 와일드》는 젤다의 전설 시리즈의 19번째 비디오 게임으로, 시리즈에서 처음부터 HD 해상도로 개발하는 첫 비디오 게임이다. 또한《젤다의 전설 브레스 오브 더 와일드》의 게임 플레이와 구조는 오픈 월드와 진보된 물리 엔진, 또한 게임의 던전을 어떤 순서로든 플레이할 수 있는 기능으로 시리즈의 관습을 벗어났다는 평이며. 비평가들에게 현대 오픈 월드 장르의 새로운 방향을 제시했다는 평가를 받고있을 정도로 혁신적인 오픈 월드를 보여 주었다. 2013년에 발표된 이 게임은 당초 2015년 Wii U용으로 독점 판매될 예정이었지만, 두 번 연기된 후 현재 Wii U와 닌텐도 스위치용으로 2017년 3월 3일 (닌텐도 스위치 발매와 함께) 출시되었다. 대한민국에서는 아오누마 에이지 PD가 직접 한국닌텐도에서 전달된 영상에서 많은 한국 게이머들이 한국어 작업 요청을 힘입어 정식으로 텍스트 로컬라이징 작업을 진행하게 되었다. 한국어 비디오 게임 정식 발매는 2018년 2월 1일에 되었다. DLC (영걸들의 노래 등)을 구매할 수 있다. 후속작 《젤다의 전설 티어스 오브 더 킹덤》이 2023년 5월 12일에 발매됐다.

## 게임 플레이
《젤다의 전설 브레스 오브 더 와일드》는 시리즈 사상 최대 규모의 배경을 가진 오픈월드 비디오 게임이다. 또한 산과 강, 드넓은 초원, 사막 등은 지역별로 눈과 비가 내리는 다양한 모습으로 펼쳐진다. 그렇지만 더운 곳에서는 온도가 높아서 데미지를 입고 추운 곳에서는 추위 때문에 데미지를 입는다. 그렇기 때문에 덥거나 추운곳 아니면 데스마운틴 같은 아주 뜨거운 곳에서는 적절한 방어구나 무기를 갖추는게 적절하다. 아울러 사슴이나 여우, 몬스터 등 야생동물들도 필드 곳곳에 퍼져 있다. 일정 주기 후에 밤 0시가 되면 붉은 달이라는 현상이 나타나는데 나타나면 몬스터가 다시 살아나게 된다.
주인공 링크는 말을 타거나 산, 바위나 건물의 외벽을 자유롭게 기어 오르고, 칼, 창, 대검, 활, 방패, 폭탄 등의 다양한 무기를 사용하여 직접 나무를 베거나 사냥을, 또는 몬스터를 잡을 수 있다. 이렇게 얻은 자원으로 요리나 약물을 만들 수 있다. 또한 링크는 시커 스톤이라는 아이템을 사용할 수 있다. 강, 바다를 건너기 위해 물을 얼리는 아이스 메이커를 쓴다거나, 자석을 이용하는 마그넷 캐치로 손이 닿지 않는 곳에 있는 철제 물건을 꺼내거나, 퍼즐을 풀기도 한다. 타임 록으로 물체나 몬스터를 멈추어 방향 전환을 하고 리모컨 폭탄으로 폭탄을 던지고 원하는 곳에서 터트릴 수 있다. 이와 같은 아이템들은 젤다의 전설 야생의 숨결안에 있는 120개(DLC 구입 시 124개)의 사당 중 4곳에서 얻을 수 있다. 한 메타크리틱 평론가는 이 게임이 세계 최고의 전투 시스템과 RPG 사운드트랙을 가진 것은 아니나, 플레이어를 8살 꼬마처럼 느끼게 해줄 수 있는 게임이며, 이와 같은 오픈월드 게임은 다시는 볼 수 없을 거라며 극찬했다.

## 줄거리
100년 전, 만 년만에 부활한 재앙 가논의 계략으로 하이랄 왕국은 재앙 가논의 손에 넘어가게 되고, 하이랄 국왕과 4명의 영걸이 목숨을 잃는다. 게다가 전사 링크가 하이랄 왕국의 공주인 젤다를 호위하며 싸우다가 부상을 입고 만다. 링크는 희생의  사당에 잠들게 되고 젤다는 혼자서 가논을 억제하기 위해 하이랄 성으로 간다. 그로ㄴ
가논에게 조종 당하고 있는 사신수 (바•루다니아, 바•메도, 바•루타, 바•나보리스)를 가논에게서 되찾으라는 임무를 받는다.

## 게임 평가
오픈월드의 새 지평을 열었다는 평을 받았으며 메타크리틱 선정 2010년대 최고의 게임으로도 선정되었다.

## 같이 보기
- 젤다의 전설
- 젤다의 전설 시간의 오카리나
- 젤다의 전설 황혼의 공주